# Saint-Constant-Fournoulès
Saint-Constant-Fournoulès é uma comuna francesa na região administrativa da Auvérnia-Ródano-Alpes, no departamento de Cantal. Estende-se por uma área de 28,98 km². Em 2010 a comuna tinha 602 habitantes (densidade: 20,8 hab./km²).
A municipalidade foi estabelecida em 1 de janeiro de 2016 e consiste na fusão das antigas comunas de Saint-Constant e Fournoulès.